# 아키스토제네코
아키스토제네코(あきすとぜねこ)는 일본에서 쇼와 시대에 유행한 연애 운, 또는 언어 유희의 일종이다. 특히, 여자 초등학생 사이에서 유행하고 있다. 가타카나로 ‘アキストゼネコ’로 표기되기도 한다. 
대상인 남녀 두 명의 이름을 숫자로 변환해서 그것을 ‘あ’(愛してる→사랑해), ‘き’(嫌い→싫어), ‘す’(好き→좋아해), ‘と’(友達→친구), ‘ぜ’(絶交→절교), ‘ね’(熱愛中→열애중), ‘こ’(恋人→연인)에 적용시키며 서로가 서로를 어떻게 생각하고 있는지를 점치는 것이다. 
1960년대에 젊은이들 사이에서 유행한 후, 1980년대에는 당시 인기가 많은 보이 그룹 히카루GENJI가 비디오 제목으로 사용하는 등, 각 작품명에 사용하는 컨셉트로 판매 촉진을 한 것으로 붐이 재발했으며, 일본 전국의 여학생들 사이에서 대유행이 됐다. 

## 순서
| # | 百科 三郎(햣카 사부로) | 百科 三郎(햣카 사부로) | 百科 三郎(햣카 사부로) | 百科 三郎(햣카 사부로) | 百科 三郎(햣카 사부로) | 百科 三郎(햣카 사부로) | 百科 三郎(햣카 사부로) | 百科 三郎(햣카 사부로) | 事典 花美(지텐 하나미) | 事典 花美(지텐 하나미) | 事典 花美(지텐 하나미) | 事典 花美(지텐 하나미) | 事典 花美(지텐 하나미) | 事典 花美(지텐 하나미) |
| - | ---------------------- | ---------------------- | ---------------------- | ---------------------- | ---------------------- | ---------------------- | ---------------------- | ---------------------- | ---------------------- | ---------------------- | ---------------------- | ---------------------- | ---------------------- | ---------------------- |
| 1 | ひ                     | や                     | つ                     | か                     | さ                     | ぶ（ふ）               | ろ                     | う                     | じ（し）               | て                     | ん                     | は                     | な                     | み                     |
| 2 | hi                     | ya                     | tu                     | ka                     | sa                     | bu(hu)                 | ro                     | u                      | ji(si)                 | te                     | n                      | ha                     | na                     | mi                     |
| 3 | 2                      | 1                      | 3                      | 1                      | 1                      | 3                      | 5                      | 3                      | 2                      | 4                      | 1                      | 1                      | 1                      | 2                      |
| 4 |                        |                        | 3                      |                        |                        | 3                      | 5                      | 3                      |                        | 4                      |                        |                        |                        |                        |
| 5 | 14                     | 14                     | 14                     | 14                     | 14                     | 14                     | 14                     | 14                     | 4                      | 4                      | 4                      | 4                      | 4                      | 4                      |

1. 이름을 가나로 표기한다.
2. 각각의 글자를 로마자로 바꾼다.
3. 각각의 모음을 (a=1,i=2,u=3,e=4,o=5,n=1)로 변환한다. ‘ん’은 ‘1’로 한다. 예를 들면 ‘ひ’의 모음은 ‘い’이기에 ‘2’가 된다.
4. 남녀의 공통 숫자를 지운다. 예시로는 남녀 모두가 ‘1’, ‘2’가 있기에 그것들을 지운다.
5. 남은 숫자를 남녀 각각의 숫자를 합산한다. 예시로는 ‘百科三郎’는 3 + 3 + 5 + 3 = 14, ‘事典花美’는 4가 된다.
6. 각각의 숫자를 ‘あ(1), き(2), す(3), と(4), ぜ(5), ね(6), こ(7), あ(8), き(9), す(10)……’로 센다. 예시로는 ‘百科三郎’의 14는 ‘こ’, ‘事典花美’의 4는 ‘と’이다.
7. ‘あ’는 ‘愛してる→사랑해’, き는 ‘嫌い→싫어’, ‘す’는 ‘(好き→좋아해’, ‘と’는 ‘友達→친구’, ‘ぜ’는 ‘絶交→절교’, ‘ね’는 ‘熱愛中→열애중(또는 熱中→열중[2], 熱烈→열렬[3])’, ‘こ’는 (恋人→연인의 줄임말이다. 결과로 ‘百科三郎’는 ‘事典花美’를 연인으로 생각하고 있지만 ‘事典花美’는 ‘百科三郎’를 친구로 생각하고 있는 것이 된다.
8. 또, 3의 시점에서 숫자가 모두 지워진 경우, 4의 시점에서 나오는 결과의 문자로 변환할 수 없지만 이 경우에는 ‘운명의 사람’을 의미하고 있다고 한다[5].

위의 하나의 예이며, 아래와 같은 변화도 있다. 
- 합계 값이 복수의 자리가 됐을 때는 각 자릿수를 합산해서 한 자리가 될 때까지 합산한다[6][5]. 예시로는 ‘百科三郎’는 1+4=5이며, ‘절교’이다.
- 두 사람의 숫자를 합산한 값이 두 사람의 상응성을 나타낸다[6][4]. 예시로는 14+4=18이며, 상응성은 ‘친구’이다.
- 숫자를 지울 때에 ‘2’는 ‘百科三郎’에 한 개 밖에 없기에 ‘事典花美’부터는 ‘2’를 하나만 지우며 한 개 더는 남긴다[6]. 결과, ‘事典花美’는 4+2=6으로 ‘열렬’이다.
- 두 사람의 이름을 숫자화한 후에 두 사람을 세로로 정렬시키며, 세로나 비스듬히 같은 숫자가 있으면 지운다[6].
- 지역에 따라서는 ‘あきすとぜねけ’라고도 하며, 일곱 번째의 ‘け’는 ‘結婚→결혼’을 뜻한다[4].

## 참고 문헌
- 이토 준코 외 (1992). 《あきすとぜねこ 日本全国占い少女発》 [아키스토제네코 일본 전국 점 소녀발] (일본어). JICC 출판국. ISBN 978-4-7966-0465-9.
- PHP 연구소 편 (1989). 《時代を読む事典 最新トレンド・ワード555》 [시대를 읽은 사전 최신 트렌드 워드 555] (일본어). PHP 연구소. ISBN 978-4-569-22423-7.
- 메구로 타쿠로 외 (2000).  20세기 사전 편집 위원회 편, 편집. 《20世紀死語辞典》 [20세기 사어 사전] (일본어). 타이요 출판. ISBN 978-4-88469-214-8.
- 요네카와 아키히코 편 (2003). 《日本俗語大辞典》 [일본 속어 대사전] (일본어). 도쿄 출판사. ISBN 978-4-490-10638-1.